# ماريا جيمبوتاس
ماريا جيمبوتاس (باللغة الليتوانية: ماريا جيمبوتييني؛ 23 يناير 1921 - 2 فبراير 1994)، عالمة آثار ليتوانية أمريكية وعالمة أنثروبولوجيا معروفة ببحثها في ثقافات العصر الحجري الحديث والعصر البرونزي لأوروبا القديمة وبصياغتها فرضية كورغان، التي حددت موقع الوطن الهندو-أوروبي في بونتيك ستيب.

## سيرتها

### حياتها المبكرة
وُلدت ماريا جيمبوتاس باسم ماريا بيروتي أسيكايتو للزوجين فيرونيكا يانوليتييتي ألسيكيني و دانييليوس أسيكا في فيلنيوس، عاصمة جمهورية ليتوانيا الوسطى؛ كان والداها من أعضاء جمعية المثقفين الليتوانيين.
حصلت والدتها على الدكتوراه في طب وجراحة العيون من جامعة برلين عام 1908 وأصبحت أول طبيبة أنثى في ليتوانيا، بينما حصل والدها على شهادة الطب من جامعة تارتو في عام 1910. بعد الثورة الروسية عام 1917، أسس والدا جيمبوتاس أول مستشفى ليتواني في العاصمة.
خلال هذه الفترة، عمل والدها أيضًا ناشرًا لجريدة (فيلنياوس زوديس - Vilniaus Žodis) والمجلة الثقافية (فيلنياوس سفيتسا - Vilniaus Šviesa) وكان مؤيدًا صريحًا لاستقلال ليتوانيا خلال الحرب البولندية الليتوانية.
كان والدا جيمبوتاس خبراء في الفنون الشعبية الليتوانية التقليدية ودعوا في كثير من الأحيان الموسيقيين والكتاب والمؤلفين المعاصرين إلى ديارهم، بمن فيهم فيدوناس و جوزاس توماس فيازغانتيس وجوناس باسانافيسيوس. فيما يتعلق بتربيتها الثقافية القوية، قالت جيمبوتاس:
«أتيحت لي الفرصة للتعرف على الكتاب والفنانين مثل فيدوناس و توماس فيازغانتيس، وحتى باسانافيسيوس، الذي اعتنى به والداي. عندما كان عمري أربع أو خمس سنوات، كنت أجلس على كرسي باسانافيسيوس وأشعر أنني بحالة جيدة. وبعد ذلك، طوال حياتي كلها، ظل الفولكلور الذي جمعه باسانافيسيوس مهمًا جدًا بالنسبة لي».
في عام 1931، استقرت جيمبوتاس مع والديها في كاوناس، العاصمة المؤقتة للتوانيا، حيث واصلت دراستها. بعد أن انفصل والداها في تلك السنة، عاشت مع والدتها وشقيقها، فيتوتاس، في كاوناس. بعد خمس سنوات، توفي والدها فجأة. عندما كان والدها على فراش الموت، تعهدت جيمبوتاس بأنها ستدرس لتصبح عالمة: «فجأة كان علي أن أفكر فيما سأكون، وماذا سأفعل بحياتي. كنت متهورةً في الرياضة -كنت أمارس السباحة لأميال، وأتزلج وأركب الدراجات الهوائية، ثم تغيرتُ تمامًا وبدأتُ القراءة».

### الهجرة والحياة في الخارج
في عام 1941، تزوجت من المهندس المعماري جورجيس جيمبوتاس. خلال الحرب العالمية الثانية، عاشت جيمبوتاس تحت الاحتلال السوفيتي (1940-1941) ثم الاحتلال الألماني (1941-1943).
ولدت ابنة جيمبوت الأولى، دانوتي، في يونيو 1942. في أوائل عام 1944، فرت عائلة جيمبوتاس الشابة، من زحف جيش سوفييتي متقدم، من البلاد إلى مناطق تسيطر عليها ألمانيا النازية، أولاً إلى فيينا ثم إلى إنسبروك وبافاريا. قالت غيمبوتاس في نظرتها لهذه الفترة المضطربة، «لوتني الحياة مثل نبات صغير، ولكن عملي كان مستمرا في اتجاه واحد».
عند حيازتها زمالة ما بعد الدكتوراه في توبنغن في العام التالي، أنجبت غيمبوتاس ابنتها الثانية، زيفيلي. في خمسينيات القرن العشرين، غادرت عائلة جيمبوتاس ألمانيا وانتقلت إلى الولايات المتحدة، حيث كان لجيمبوتاس مهنة أكاديمية ناجحة. ولدت ابنتها الثالثة، راسا جوليا، في عام 1954 في بوسطن.
توفيت جيمبوتاس في لوس أنجلوس عام 1994، عن عمر يناهز 73 عامًا. وبعد ذلك بفترة وجيزة، دُفنَت في مقبرة بيتراشيناي في كاوناس.

## سيرتها المهنية

### التعليم والمناصب الأكاديمية
من عام 1936، شاركت جيمبوتاس في الحملات الإثنوغرافية لتسجيل الفولكلور التقليدي ودرست المعتقدات الليتوانية وطقوس الموت. تخرجت بمرتبة الشرف من إعدادية كاوناس في عام 1938 وتابعت دراستها في جامعة فيتوتاس ماغنوس في العام نفسه، حيث درست اللغويات في قسم علم اللغة. ثم التحقت بجامعة فيلنيوس لمتابعة الدراسات العليا في علم الآثار (تحت إشراف جوناس بوزيناس)، واللغويات، والإثنولوجيا، والفولكلور والأدب.
في عام 1942 أكملت رسالة الماجستير، «طرائق الدفن في ليتوانيا في العصر الحديدي»، مع مرتبة الشرف. حصلت على درجة الماجستير في الآداب من جامعة فيلنيوس، ليتوانيا، في عام 1942.
في عام 1946، حصلت جيمبوتاس على شهادة الدكتوراه في علم الآثار، مع تخصصين فرعيين في الإثنولوجيا وتاريخ الدين، من جامعة توبنغن لأطروحتها طقوس الدفن في فترة ما قبل التاريخ في ليتوانيا، التي نُشرت لاحقًا في تلك السنة. كانت تقول في كثير من الأحيان أنها كانت تحمل الأطروحة تحت إحدى ذراعيها وطفلها تحت الذراع الآخر عندما فرت هي وزوجها من مدينة كاوناس، ليتوانيا، مع تقدم الجيش السوفيتي في عام 1944.
من 1947 إلى 1949، عملت في الدراسات العليا في جامعة هايدلبرغ وجامعة ميونيخ.
بعد وصولها إلى الولايات المتحدة في الخمسينيات، ذهبت جيمبوتاس على الفور للعمل في جامعة هارفارد لترجمة النصوص الأثرية في أوروبا الشرقية. ثم أصبحت محاضرة في قسم الأنثروبولوجيا. في عام 1955، أصبحت زميلة في متحف بيبودي بجامعة هارفارد.
دّرست جيمبوتاس في جامعة كاليفورنيا في لوس أنجلوس، وأصبحت أستاذة في علم الآثار الأوروبي والدراسات الهندو الأوروبية في عام 1964 وقَيِّمة علم آثار العالم القديم في عام 1965. في عام 1993، حصلت جيمبوتاس على الدكتوراه الفخرية من جامعة فيتوتاس ماغنوس في كاوناس، ليتوانيا.

### فرضية كورغان
المقالة الرئيسة: ثقافة كورغان
في عام 1956، قدمت جيمبوتاس فرضية كورغان، والتي جمعت بين دراسة أثرية لأكواخ دفن الكورغان المميزة ودراسة لغوية لكشف بعض المشكلات في دراسة الشعوب الناطقة بعائلة اللغات الهندو الأوروبية الأولية (PIE)، الذين أطلقت عليهم اسم كورغان، لتحديد أصلهم وتتبع هجراتهم إلى أوروبا. كان لهذه الفرضية، وطريقتها في الربط بين التخصصات، تأثير كبير على الدراسات الهندية الأوروبية.
خلال الخمسينيات وأوائل الستينيات من القرن الماضي، اكتسبت جيمبوتاس سمعة باعتبارها اختصاصية من طراز عالمي في العصر البرونزي في أوروبا، وكذلك في الفن الشعبي الليتواني وما قبل تاريخ البلطيق والسلاف، ولخصت عملها النهائي المُسمّى (ثقافات العصر البرونزي لأوروبا الوسطى والشرقية) (1965). في عملها، أعادت تفسير ما قبل التاريخ الأوروبي في ضوء خلفياتها في اللغويات، الإثنولوجيا، وتاريخ الأديان، وتحدّت العديد من الافتراضات التقليدية حول بدايات الحضارة الأوروبية.
بصفتها أستاذة في علم الآثار الأوروبية والدراسات الهندية الأوروبية بجامعة كاليفورنيا في لوس أنجلوس من 1963 إلى 1989، بحثت جيمبوتاس في حفريات كبرى لمواقع العصر الحجري الحديث في جنوب شرق أوروبا بين عامي 1967 و 1980، بما في ذلك أنزابيجوفو، بالقرب من شتيب، بجمهورية مقدونيا وسيتاغروي وأخيليون في ثيساليا ( اليونان). بالبحث في طبقات الأرض التي تمثل فترة زمنية قبل التقديرات المعاصرة لمَواطِن الحجري الحديث في أوروبا –في المكان الذي لم يتوقع علماء الآثار الآخرون أن يجدوا فيه اكتشافات أخرى- واكتشفت عددًا كبيرًا من القطع الأثرية للحياة اليومية والطوائف الدينية، والتي نقبت عنها ووثقتها طوال مسيرتها المهنية.
قدمت ثلاث دراسات وراثية في عام 2015 لدعم لنظرية كورغان التي صاغتها جيمبوتاس فيما يتعلق بالأورهايمات الهندية الأوروبية. وفقًا لتلك الدراسات، فمجموعات هابلكروب R1b و R1a، الأكثر شيوعًا في أوروبا حاليًا (R1a شائعة أيضًا في جنوب آسيا) انتشرت من السهوب الروسية، إلى جانب اللغات الهندو الأوروبية؛ واكتشفت أيضًا مكونًا جسميًا موجودًا في الأوروبيين الحديثين لم يكن موجودًا لدى الأوروبيين من العصر الحجري الحديث، ومن الممكن أنه أتى مع السلالات الأبوية R1b و R1a، بالإضافة إلى اللغات الهندو أوروبية.